# Invention (musique)
Pour les articles homonymes, voir invention.

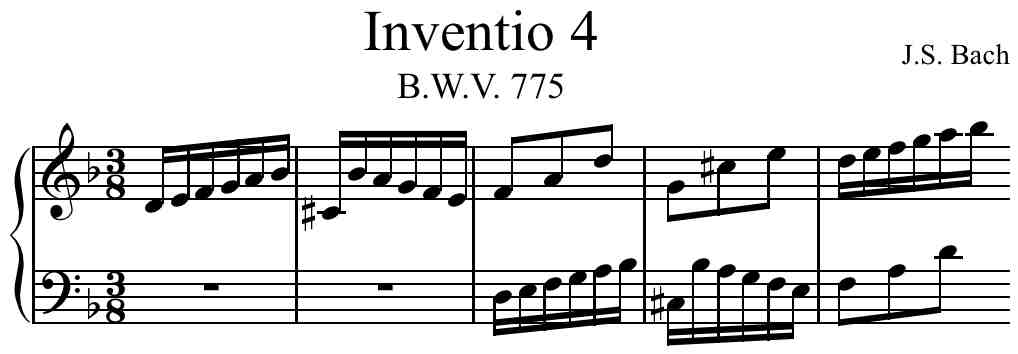
Premières mesures de la 4e invention en ré mineur de Jean-Sébastien Bach, BWV 775.

En musique classique, une invention est une petite composition — généralement destinée au clavier — utilisant un contrepoint à deux voix (parfois trois).

## Description
Une invention est une fugue à deux voix — considérablement plus simple donc qu'une fugue à quatre voix. La principale différence est qu'il n'existe pas de « réponse ».

### Exposition
L'une des deux voix énonce le « sujet », motif musical dans le ton principal. La deuxième voix énonce alors le sujet à son tour pendant que la première brode un contrepoint.

## Exemple
L'exemple le plus fameux est la suite des 15 inventions BWV 772-786 des Inventions et symphonies de Johann Sebastian Bach.

## Partitions
- « Bach : Inventions, BWV 772-786 » (partition libre de droits), sur l'IMSLP.
- Inventions à 2 voix, BWV 772-786, Bach, WIMA